# Tyler Gillett
Tyler Gillett est un réalisateur et scénariste américain né à Flagstaff dans l'Arizona. Il participe principalement à des films d'horreur, comme Scream (2022), souvent coréalisés avec Matt Bettinelli-Olpin.

## Biographie
Il nait et grandit à Flagstaff dans l'Arizona. En 2004, il décroche un baccalauréat en beaux-arts à l'université de l'Arizona.
Sa carrière cinématographique débute avec le film Semi-pro (2008), sur lequel il travaille comme opérateur au département caméra. Il devient ensuite directeur de la photographie puis réalise notamment des courts métrages pour les groupes théâtraux d'humoristes The Groundlings et Upright Citizens Brigade Theatre (en) ou des films pour Fremantle Media.
En 2009, il participe à quelques œuvres du collectif de réalisateurs Chad, Matt & Rob (en), créé par Matt Bettinelli-Olpin, Chad Villella et Rob Polonsky. Il officie alors comme coréalisateur, coproducteur, coscénariste, monteur et directeur de la photographie sur plusieurs courts métrages comme The Birthday Party, The Teleporter et The Treasure Hunt ou encore le court en found footage Mountain Devil Prank Fails Horribly. Ces films seront vus de nombreuses fois sur Internet.
Après la dissolution du collectif Chad, Matt & Rob, il forme Radio Silence avec Matt Bettinelli-Olpin, Justin Martinez (en) et Chad Villella (en). Ils coréalisent le segment 10/31/98 du film d'horreur à sketches V/H/S (2012),.
Il réalise ensuite son premier long métrage, The Baby (2014), coréalisé avec Matt Bettinelli-Olpin. Ils refont équipe pour Wedding Nightmare (2019). En mars 2020, les deux hommes sont annoncés à la réalisation du 5e film de la franchise Scream. Simplement intitulé Scream, le film sort début 2022.

## Filmographie
Sauf indication contraire, les informations mentionnées dans cette section peuvent être confirmées par la base de données cinématographiques IMDb,  présente dans la section « Liens externes ».

### Réalisateur
Longs métrages
- 2012 : V/H/S - segment 10/31/98 (coréalisé avec le collectif Radio Silence)
- 2014 : The Baby (coréalisé avec Matt Bettinelli-Olpin)
- 2015 : 666 Road (Southbound) - segments The Way In et The Way Out (coréalisé avec le collectif Radio Silence)
- 2019 : Wedding Nightmare (Ready or Not) (coréalisé avec Matt Bettinelli-Olpin)
- 2022 : Scream (coréalisé avec Matt Bettinelli-Olpin)
- 2023 : Scream 6 (coréalisé avec Matt Bettinelli-Olpin)
- 2024 : Abigail (coréalisé avec Matt Bettinelli-Olpin)
- 2026 : Ready or Not 2: Here I Come (coréalisé avec Matt Bettinelli-Olpin)

Courts métrages
- 2010 : The Birthday Party (court métrage)
- 2010 : Mountain Devil Prank Fails Horribly (court métrage)
- 2010 : The Teleporter (court métrage)
- 2011 : The Treasure Hunt (court métrage)

Télévision
- 2008 : The Midnight Show - 3 épisodes
- 2011 : Funny in Love - 3 épisodes
- 2011 : Books - 6 épisodes

### Scénariste
- 2010 : Mountain Devil Prank Fails Horribly (court métrage)
- 2010 : The Teleporter (court métrage)
- 2011 : The Treasure Hunt (court métrage)
- 2012 : V/H/S - segment 10/31/98

### Producteur / producteurs délégués
- 2012 : V/H/S - segment 10/31/98
- 2015 : 666 Road (Southbound) - film collectif
- 2021 : Phobias de Camilla Belle, Maritte Lee Go et Joe Sill
- 2021 : V/H/S 94 - film collectif
- 2022 : V/H/S 99 - film collectif
- 2023 : V/H/S 85 - film collectif
- 2025 : Fountain of Youth de Guy Ritchie